# نيكول ديكسون
نيكول ديكسون (بالإنجليزية: Nicolle Dickson)‏ هي ممثلة أسترالية، ولدت في 1969 في سيدني في أستراليا.

## أعمال

### مسلسلات
- ذهابا وإيابا

## وصلات خارجية
- نيكول ديكسون على موقع IMDb (الإنجليزية)